# Zaprjan Rakow
Zaprjan Iwanow Rakow (bułg. Запрян Иванов Раков; ur. 4 stycznia 1962 w Manolach) – bułgarski piłkarz grający na pozycji obrońcy. W swojej karierze rozegrał 27 meczów w reprezentacji Bułgarii.

## Kariera klubowa
Swoją karierę piłkarską Rakow rozpoczął w klubie Trakia Płowdiw, który w 1988 roku zmienił nazwę na Botew. W sezonie 1983/1984 zadebiutował w nim w pierwszej lidze bułgarskiej. W sezonie 1985/1986 wywalczył z Trakią wicemistrzostwo Bułgarii. W zespole z Płowdiwu grał do końca 1993 roku. W 1994 roku przeszedł do innego klubu z tego miasta, Spartaka Płowdiw. Na początku 1995 roku wrócił do Botewu, a latem 1995 został zawodnikiem drugoligowej Maricy Płowdiw. W sezonie 1995/1996 awansował z Maricą do pierwszej ligi. Wiosną 1997 grał w drugoligowym klubie Olimpik Tetewen. Latem 1997 wrócił do Botewu, w którym grał do końca swojej kariery, czyli do 2000 roku.

## Kariera reprezentacyjna
W reprezentacji Bułgarii Rakow zadebiutował 21 stycznia 1988 roku w wygranym 3:2 towarzyskim meczu z Katarem, rozegranym w Dosze. Grał m.in. w: eliminacjach do MŚ 1990, do Euro 92 i do MŚ 1994. Od 1988 do 1994 rozegrał w kadrze narodowej 27 meczów.